# کوماکوان، بوتسوانا
کوماکوان (به انگلیسی: Kumakwane) شهری در ناحیهٔ کوننگ کشور بوتسوانا است که در سال ۲۰۰۰ میلادی ۳٬۵۴۴ نفر جمعیت داشته که از این تعداد، ۱٬۶۶۸ نفر مرد و ۱٬۸۷۶ نفر زن بوده‌اند.